# Ciklikus versláb
A ciklikus versláb a modern verstani elméletek szerint olyan, alakra négy mora időtartamú időmértékes ütemként felfogott versláb, amely ugyanazon kolónon belül három illetve hét morás ütemek szomszédságába kerülve ritmikus átalakuláson megy végbe.
A magyar leíró verstanban az olyan időmértékes ütemként elfogadott verslábak megnevezése, melyek időbeosztásukban az adott sortípus jellegét meghatározó más versláb ciklikusságához igazodnak. 
Két fő típusa: a ciklikus daktilus, mely a trocheikus lejtésű sorokban a trocheus időtartamának felel meg, valamint a ciklikus anapesztus a jambikus lejtésű soroknál. Ilyen ciklikus daktilusokat találunk például az alkaioszi strófa negyedik sorában, mely a trocheusok aprózásaként jön létre.